# Parkeyerring Lake
Parkeyerring Lake är en sjö i Australien. Den ligger i delstaten Western Australia, omkring 210 kilometer sydost om delstatshuvudstaden Perth. Parkeyerring Lake ligger 242 meter över havet. Arean är 1,2 kvadratkilometer. Den sträcker sig 1,5 kilometer i nord-sydlig riktning, och 1,2 kilometer i öst-västlig riktning.
Trakten runt Parkeyerring Lake består till största delen av jordbruksmark. Trakten runt Parkeyerring Lake är nära nog obefolkad, med mindre än två invånare per kvadratkilometer. Genomsnittlig årsnederbörd är 518 millimeter. Den regnigaste månaden är september, med i genomsnitt 95 mm nederbörd, och den torraste är februari, med 5 mm nederbörd.